# Josefa Brigada
Josefa Dominga Brigada de Gómez fue una docente y política argentina del Partido Peronista Femenino. Fue elegida a la Cámara de Diputados de la Nación Argentina en 1951, integrando el primer grupo de mujeres legisladoras en Argentina con la aplicación de la Ley 13.010 de sufragio femenino. Representó al pueblo de la provincia de Santa Fe ante la Nación entre 1952 y 1955.

## Biografía
Era maestra normal nacional, ejerciendo en la provincia de Santa Fe.
En las elecciones legislativas de 1951 fue candidata del Partido Peronista en la 6.° circunscripción de la provincia de Santa Fe, siendo una de las 26 mujeres elegidas a la Cámara de Diputados de la Nación Argentina. Junto con Isabel Torterola y Josefa Biondi, fueron las tres mujeres elegidas en dicha provincia. Asumió el 25 de abril de 1952.
Fue vocal de la comisión de Defensa Nacional. Concluyó su mandato en abril de 1955.
Tras el golpe de Estado de septiembre de 1955 y la instalación de la dictadura autodenominada Revolución Libertadora, sus bienes fueron intercedidos. La medida fue anulada en 1963.
En 1983 recibió una medalla recordatoria por parte del Congreso de la Nación Argentina, junto con otras exlegisladoras.